# Rozkład Maxwella

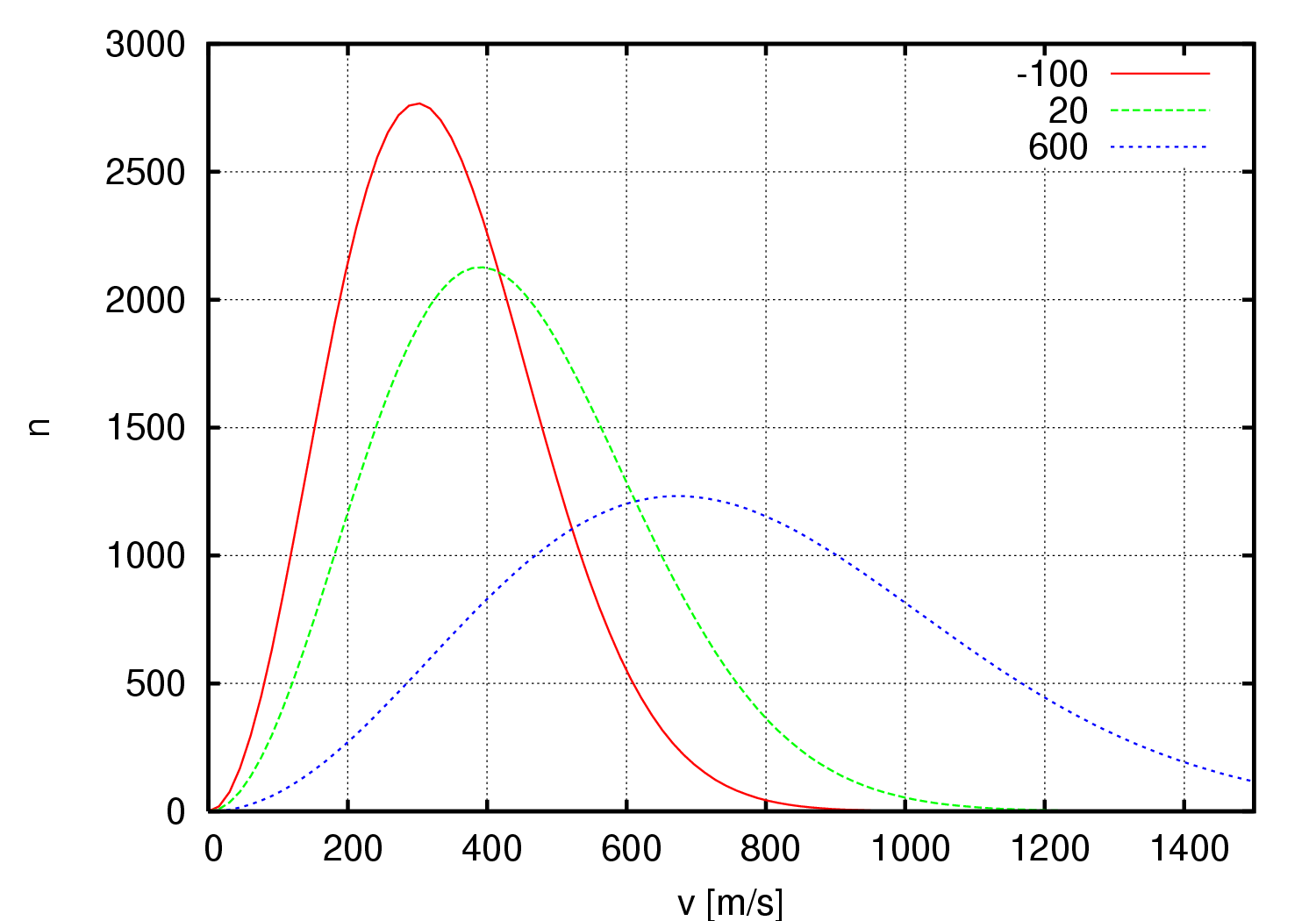
Rozkład Maxwella dla tlenu dla trzech temperatur (–100 °C, temperatura pokojowa i 600 °C). Wartość funkcji odpowiada liczbie cząsteczek spośród 1 miliona cząsteczek, jaka będzie poruszać się z prędkością v±0,5 m/s.

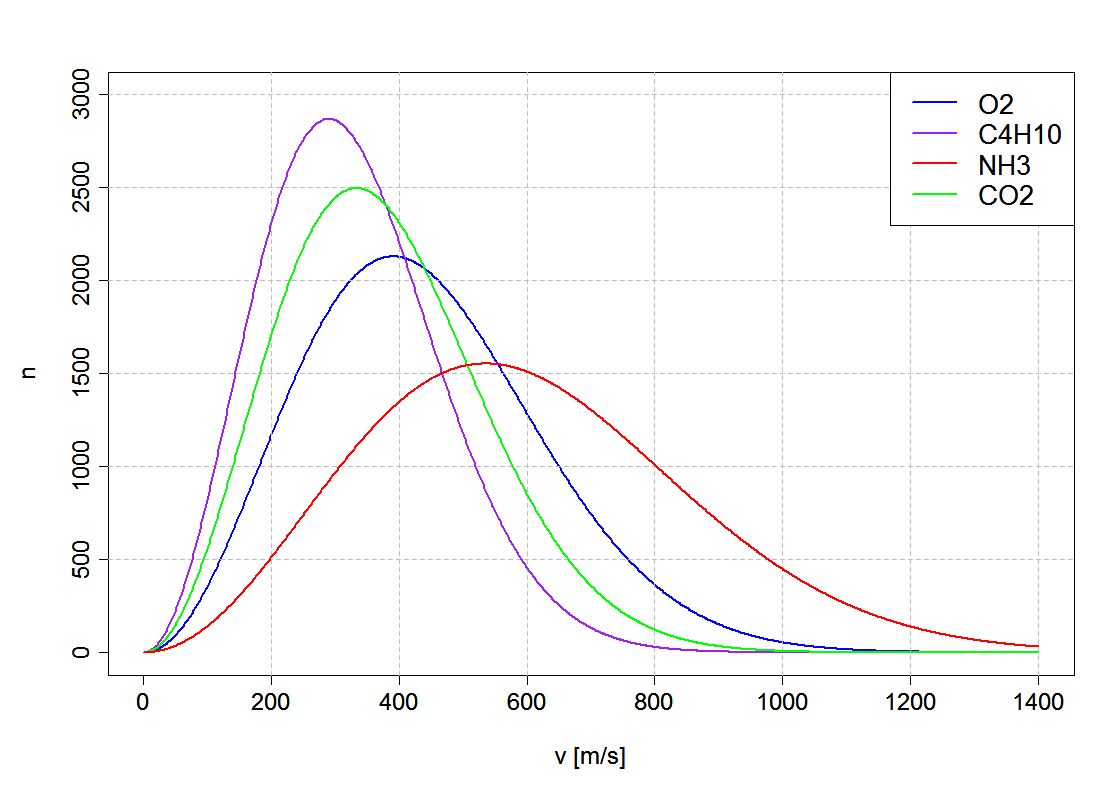
Rozkład Maxwella dla tlenu, butanu, amoniaku i dwutlenku węgla w temperaturze pokojowej (20 °C). Wartość funkcji odpowiada liczbie cząsteczek spośród 1 miliona cząsteczek, jaka będzie poruszać się z prędkością v±0,5 m/s.

Rozkład Maxwella – wzór określający rozkład prędkości cząstek gazu doskonałego, w którym poruszają się one swobodnie i nie oddziałują ze sobą, z wyjątkiem bardzo krótkich zderzeń sprężystych, w których mogą wymieniać pęd i energię kinetyczną, ale nie zmieniają swoich stanów wewnątrzcząsteczkowych. Cząstka w tym kontekście oznacza zarówno atomy, jak i cząsteczki.
Rozkład ten ma postać:
{\displaystyle f(v)={\frac {\mathrm {d} P}{\mathrm {d} v}}=4\pi \left({\frac {m}{2\pi k_{\mathrm {B} }T}}\right)^{3/2}v^{2}\exp \left(-{\frac {{\tfrac {1}{2}}mv^{2}}{k_{\mathrm {B} }T}}\right),}
gdzie:
- {\displaystyle v} – prędkość cząsteczki,
- {\displaystyle m} – masa cząsteczki (m = M/NA, gdzie M – masa molowa gazu, NA – stała Avogadra),
- {\displaystyle k_{\mathrm {B} }} – stała Boltzmanna (kB = R/NA, gdzie R – stała gazowa),
- {\displaystyle T} – temperatura bezwzględna,
- {\displaystyle {\frac {\mathrm {d} P}{\mathrm {d} v}}} – gęstość prawdopodobieństwa wystąpienia cząsteczki o prędkości v.

Z funkcji podanej przez Jamesa Clerka Maxwella wynika, że większość cząsteczek będzie poruszać się z prędkością zbliżoną do pewnej wartości średniej. Ze względu na występujące we wzorze wyrażenie wykładnicze {\displaystyle \exp \left(-x\right)} z {\displaystyle x} proporcjonalnym do {\displaystyle v^{2},} udział cząsteczek o bardzo dużych prędkościach jest bardzo mały, gdyż {\displaystyle \exp \left(-x\right)} jest bardzo małe, gdy {\displaystyle x} jest duże. Z drugiej strony, ze względu na to, że czynnik {\displaystyle v^{2}} dąży do zera, gdy {\displaystyle v} maleje, udział cząsteczek o bardzo małych prędkościach jest także znikomy.

## Parametry rozkładu prędkości
Rozkład prędkości cząsteczek gazu można scharakteryzować trzema parametrami: prędkość najbardziej prawdopodobna, prędkość średnia i prędkość średnia kwadratowa.
Prędkość najbardziej prawdopodobna {\displaystyle v_{\mathrm {p} }} to taka prędkość {\displaystyle v,} dla której wartość {\displaystyle f(v)} jest największa.
{\displaystyle v_{\mathrm {p} }={\sqrt {\frac {2k_{\mathrm {B} }T}{m}}}={\sqrt {\frac {2RT}{M}}}}
Prędkość średnia {\displaystyle \langle v\rangle } określa przeciętną prędkość z jaką poruszają się cząsteczki w układzie. Ze względu na to, że rozkład Maxwella jest asymetryczny (prawostronnie skośny) prędkość średnia jest większa niż prędkość najbardziej prawdopodobna. Krzywa maxwellowska ma „ogon”, który rozciąga się w stronę wysokich temperatur.
Prędkość średnia jest średnią arytmetyczną z prędkości wszystkich cząsteczek:
{\displaystyle \langle v\rangle =\int _{0}^{\infty }v\,f(v)\,\mathrm {d} v={\sqrt {\frac {8k_{\mathrm {B} }T}{\pi m}}}={\sqrt {\frac {8RT}{\pi M}}}}
Prędkość średnia kwadratowa {\displaystyle \langle v_{\mathrm {k} }\rangle } jest pierwiastkiem kwadratowym ze średniej arytmetycznej kwadratów prędkości:
{\displaystyle \langle v_{\mathrm {k} }\rangle =\left(\int _{0}^{\infty }v^{2}\,f(v)\,\mathrm {d} v\right)^{1/2}={\sqrt {\frac {3k_{\mathrm {B} }T}{m}}}={\sqrt {\frac {3RT}{M}}}}
Średnia prędkość kwadratowa jest miarą energii kinetycznej {\displaystyle \langle E_{\mathrm {k} }\rangle } cząsteczek.
Z kinetycznej teorii gazów wynika, że
{\displaystyle \langle E_{\mathrm {k} }\rangle ={\frac {3}{2}}k_{\mathrm {B} }T,}
a więc energia kinetyczna cząsteczki zależy wyłącznie od temperatury, oraz ze względu na to, że zgodnie z Drugą zasadą dynamiki Newtona
{\displaystyle \langle E_{\mathrm {k} }\rangle ={\frac {1}{2}}m\langle v^{2}\rangle }
otrzymujemy
{\displaystyle \langle v_{\mathrm {k} }\rangle ={\sqrt {\frac {3k_{\mathrm {B} }T}{m}}}={\sqrt {\frac {3RT}{M}}}.}
Jest to fundamentalny wniosek teorii kinetycznej, który łączy wprost prędkość cząsteczek z temperaturą i masą. Wynika z niego, że
średnia prędkość kwadratowa cząsteczek jest proporcjonalna do pierwiastka kwadratowego z temperatury.
Jeśli temperatura wzrośnie dwa razy (w skali Kelvina), to średnia prędkość kwadratowa cząsteczki wzrośnie {\displaystyle {\sqrt {2}}\approx 1{,}4} raza.
Poza tym zachodzi:
{\displaystyle v_{\mathrm {p} }<\langle v\rangle <\langle v_{\mathrm {k} }\rangle ,}
{\displaystyle \langle v\rangle =1,13v_{\mathrm {p} },}
{\displaystyle \langle v_{k}\rangle =1,22v_{\mathrm {p} }.}

## Konsekwencje rozkładu prędkości
Rozkład Maxwella pokazuje, że prędkości cząsteczek zależą od temperatury oraz masy molowej. Wraz ze wzrostem temperatury rozkład się poszerza („spłaszcza”), a jego prędkość najbardziej prawdopodobna, jak i średnia prędkość oraz średnia prędkość kwadratowa zwiększają się.
Zależność od masy cząsteczek powoduje z kolei, że w tej samej temperaturze cząsteczki gazów o mniejszej masie molowej będą poruszały się średnio szybciej niż cząsteczki gazów o większej masie molowej.
Takie zachowanie się gazów – dobrze opisywane przez rozkład Maxwella – ma duże znaczenie dla składu atmosferycznego planet. Spora część cząsteczek gazów lekkich będzie się poruszała z prędkościami przewyższającymi drugą prędkość kosmiczną. Oznacza to, że cząsteczka wydostanie się z pola grawitacyjnego planety. Dlatego wodór H2, którego masa molowa wynosi M = 2,02 g/mol i hel He, o masie M = 4,00 g/mol, praktycznie nie występują w atmosferze Ziemi.

## Statystyka Maxwella-Boltzmanna
| Parametr                   | {\displaystyle a>0} |
| Dziedzina                  | {\displaystyle x\in [0;\infty )} |
| Gęstość prawdopodobieństwa | {\displaystyle {\sqrt {\frac {2}{\pi }}}{\frac {x^{2}\mathrm {e} ^{-x^{2}/(2a^{2})}}{a^{3}}}}                                               |
| Dystrybuanta               | {\displaystyle {\textrm {erf}}\left({\frac {x}{{\sqrt {2}}a}}\right)-{\sqrt {\frac {2}{\pi }}}{\frac {x\mathrm {e} ^{-x^{2}/(2a^{2})}}{a}}} |
| Wartość oczekiwana         | {\displaystyle \mu =2a{\sqrt {\frac {2}{\pi }}}}                                                                                            |
| Dominanta                  | {\displaystyle {\sqrt {2}}a} |
| Wariancja                  | {\displaystyle \sigma ^{2}={\frac {a^{2}(3\pi -8)}{\pi }}}                                                                                  |
| Współczynnik skośności     | {\displaystyle \gamma _{1}={\frac {2{\sqrt {2}}(5\pi -16)}{(3\pi -8)^{3/2}}}}                                                               |
| Kurtoza                    | {\displaystyle \gamma _{2}=-4{\frac {96-40\pi +3\pi ^{2}}{(3\pi -8)^{2}}}}                                                                  |

Statystyka Maxwella-Boltzmanna może być przedstawiona w postaci znormalizowanej.
Parametry rozkładu odnoszą się do parametrów cząsteczkowych gazu:
{\displaystyle a={\sqrt {\frac {k_{\mathrm {B} }T}{m}}}}
lub do parametrów makroskopowych gazu:
{\displaystyle a={\sqrt {\frac {2RT}{M}}}}
{\displaystyle x=v}
gdzie:
- {\displaystyle v} – prędkość cząsteczki,
- {\displaystyle m} – masa cząsteczki,
- {\displaystyle k_{\mathrm {B} }} – stała Boltzmanna,
- {\displaystyle R} – stała gazowa,
- {\displaystyle T} – temperatura bezwzględna.

Statystyka Maxwella odnosi się do cząsteczek „ciężkich” (pierwiastków i związków chemicznych). W temperaturze wysokiej lub normalnej wszystkie cząsteczki znajdują się w innym stanie energetycznym, ponieważ w takich warunkach stanów jest o wiele więcej niż cząsteczek. To przybliżenie dotyczy wszystkich związków chemicznych i prawie wszystkich pierwiastków (poza helem i wodorem o temperaturze mniejszej od około 0,5 K).

## Liczba cząsteczek w danym zakresie prędkości
Prawdopodobieństwo, że cząsteczka będzie miała prędkość mieszczącą się w pewnym zakresie, określa całka w zadanej granicami całkowania funkcji rozkładu Maxwella po prędkości. Z definicji prawdopodobieństwo jest równe stosunkowi cząsteczek spełniających warunek do całkowitej liczby cząsteczek
{\displaystyle P={\frac {n_{\mathrm {w} }}{n}}}
- {\displaystyle n_{\mathrm {w} }} – liczba cząsteczek gazu doskonałego poruszających się z prędkością mieszczącą się między prędkościami {\displaystyle v_{1}} a {\displaystyle v_{2},}
- {\displaystyle n} – liczba cząsteczek gazu doskonałego.

Ponieważ
{\displaystyle f(v)={\frac {\mathrm {d} P}{\mathrm {d} v}}=4\pi \left({\frac {m}{2\pi k_{\mathrm {B} }T}}\right)^{3/2}v^{2}\exp \left(-{\frac {{\tfrac {1}{2}}mv^{2}}{k_{\mathrm {B} }T}}\right),}
więc
{\displaystyle \mathrm {d} P=4\pi \left({\frac {m}{2\pi k_{\mathrm {B} }T}}\right)^{3/2}v^{2}\exp \left(-{\frac {{\tfrac {1}{2}}mv^{2}}{k_{\mathrm {B} }T}}\right)\mathrm {d} v,}
zatem
{\displaystyle P=\int \limits _{v_{1}}^{v_{2}}f(v)\mathrm {d} v.}
Całką w granicach prędkości od {\displaystyle v_{1}} do {\displaystyle v_{2}} jest funkcja
{\displaystyle P=\left[\operatorname {erf} \left({\sqrt {\frac {m}{2k_{\mathrm {B} }T}}}\ v_{2}\right){-}{\sqrt {\frac {2m}{\pi k_{\mathrm {B} }T}}}\ v_{2}\exp \left({-}{\frac {mv_{2}^{2}}{2k_{\mathrm {B} }T}}\right)\right]-\left[\operatorname {erf} \left({\sqrt {\frac {m}{2k_{\mathrm {B} }T}}}\ v_{1}\right){-}{\sqrt {\frac {2m}{\pi k_{\mathrm {B} }T}}}\ v_{1}\exp \left({-}{\frac {mv_{1}^{2}}{2k_{\mathrm {B} }T}}\right)\right],}
gdzie {\displaystyle \operatorname {erf} (x)} to funkcja błędu.
Gdy granicami całkowania jest prędkość równa zeru i równa nieskończoności, prawdopodobieństwo wynosi jeden:
{\displaystyle P=\int \limits _{0}^{\infty }f(v)\mathrm {d} v=1,}
co pokrywa się z warunkiem normalizacji funkcji rozkładu. Prawdopodobieństwo {\displaystyle P\in \langle 0,1\rangle {:}}
Liczba molekuł poruszających się z prędkością z zakresu {\displaystyle \langle v_{1},v_{2}\rangle } wskazuje zależność {\displaystyle P={\frac {n_{\mathrm {w} }}{n}},} a stąd {\displaystyle n_{\mathrm {w} }=nP}